# Medaile 30. výročí sovětské armády a námořnictva
Medaile 30. výročí sovětské armády a námořnictva (rusky Юбилейная медаль «30 лет Советской Армии и Флота») byla sovětská pamětní medaile založená roku 1948 při příležitosti 30. výročí sovětské armády a námořnictva. 

## Historie
Medaile byla založena vyhláškou prezidia Nejvyššího sovětu Sovětského svazu dne 22. února 1948 při příležitosti 30. výročí vzniku sovětské armády a námořnictva. Status medaile byl upraven vyhláškou prezidia Nejvyššího sovětu SSSR ze dne 5. února 1951. Autorem vzhledu medaile je N. I. Moskalev.

## Pravidla udílení

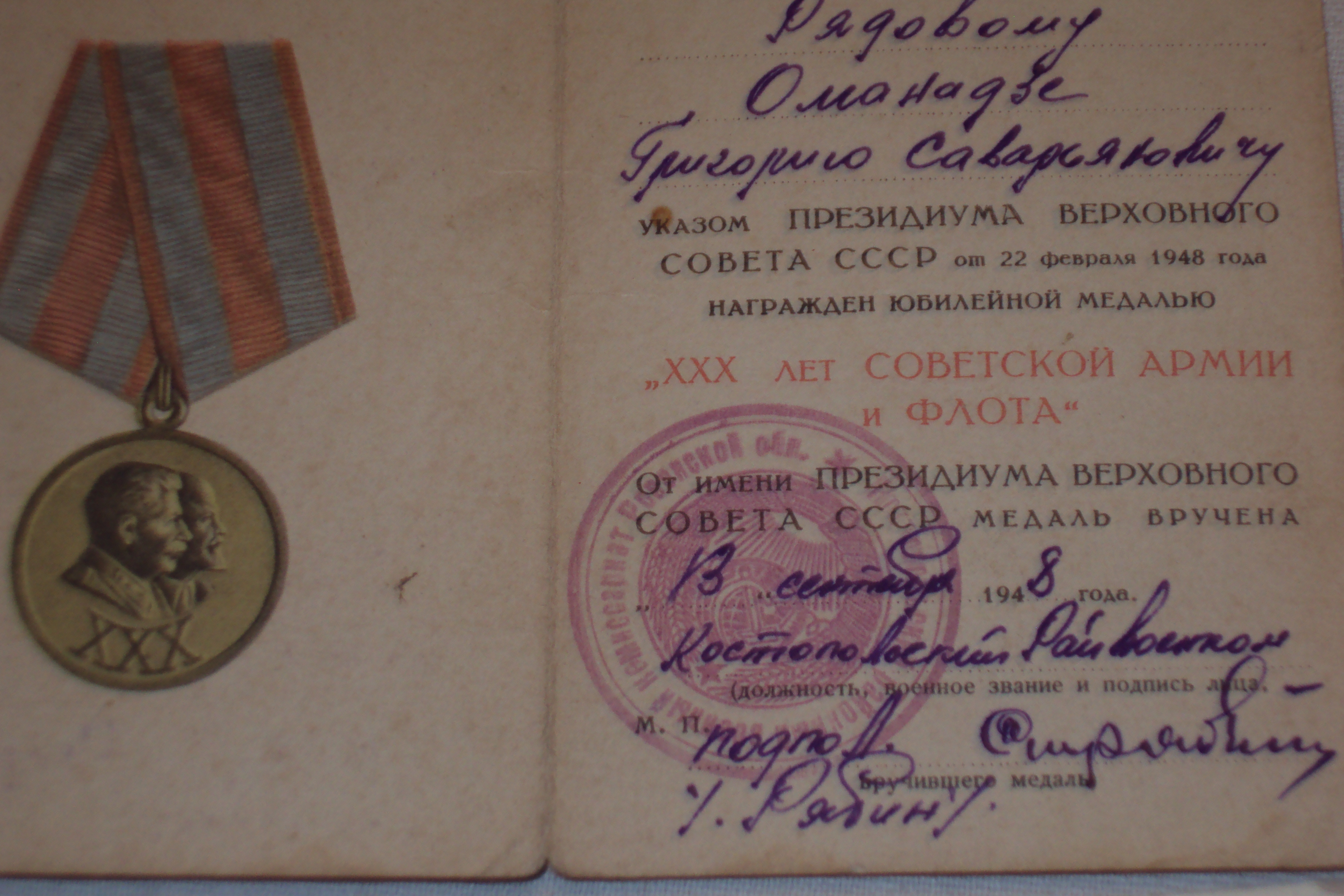
Osvědčení o udělení vyznamenání

Medaile byla udílena všem generálům, admirálům, důstojníkům, poddůstojníkům i řadovým vojáků a námořníkům, kteří byli do 23. února 1948 příslušníky ozbrojených sil Sovětského svazu, Ministerstva vnitra či Ministerstva státní bezpečnosti.
Medaile se nosí nalevo na hrudi. V přítomnosti dalších sovětských medailí se nosí za Medailí 20. výročí dělnicko-rolnické rudé armády. K 1. lednu 1995 bylo toto vyznamenání uděleno přibližně ve 3 710 920 případech.

## Popis medaile
Medaile kulatého tvaru o průměru 32 mm je vyrobena z mosazi. Na přední straně jsou podobizny V. I. Lenina a J. V. Stalina z profilu. Ve spodní části je reliéfní nápis XXX. Na zadní straně je při vnějším okraji nápis v cyrilici В ОЗНАМЕНОВАНИЕ ТРИДЦАТОЙ ГОДОВЩИНЫ (na oslavu třicátého výročí). Uprostřed je pak nápis СОВЕТСКОЙ АРМИИ И ФЛОТА (sovětské armády a námořnictva) a letopočty 1918–1948.
Medaile je připojena pomocí jednoduchého kroužku ke kovové destičce ve tvaru pětiúhelníku potažené hedvábnou stuhou z moaré. Stuha je široká 24 mm. Uprostřed je červený pruh široký 8 mm, na který navazují z obou stran šedé proužky široké 6 mm a okraje stuhy jsou lemovány červenými proužky širokými 2 mm.